# Pueblo Achomi
El pueblo Achomi (en persa: مردم اَچُمی‎) o Khudmuni (en árabe: خودمونية‎) es un grupo étnico de raza persa; Viven en el sur Irán, es decir, el sur de las provincias Fars y Kermán, la parte oriental de la provincia Bushehr y casi toda la provincia Hormozgan.
Además, muchos de ellos han vivido en los países del Golfo Pérsico durante muchos años, entre ellos: Emiratos Árabes Unidos, Baréin, Kuwait, Catar y Omán y se consideran nativos.
La mayoría de ellos son sunitas y también se ven minorías chiitas entre ellos, estas personas hablan el idioma achomi; (Que está más cerca del persa antiguo que del persa moderno).

## Alimentos locales

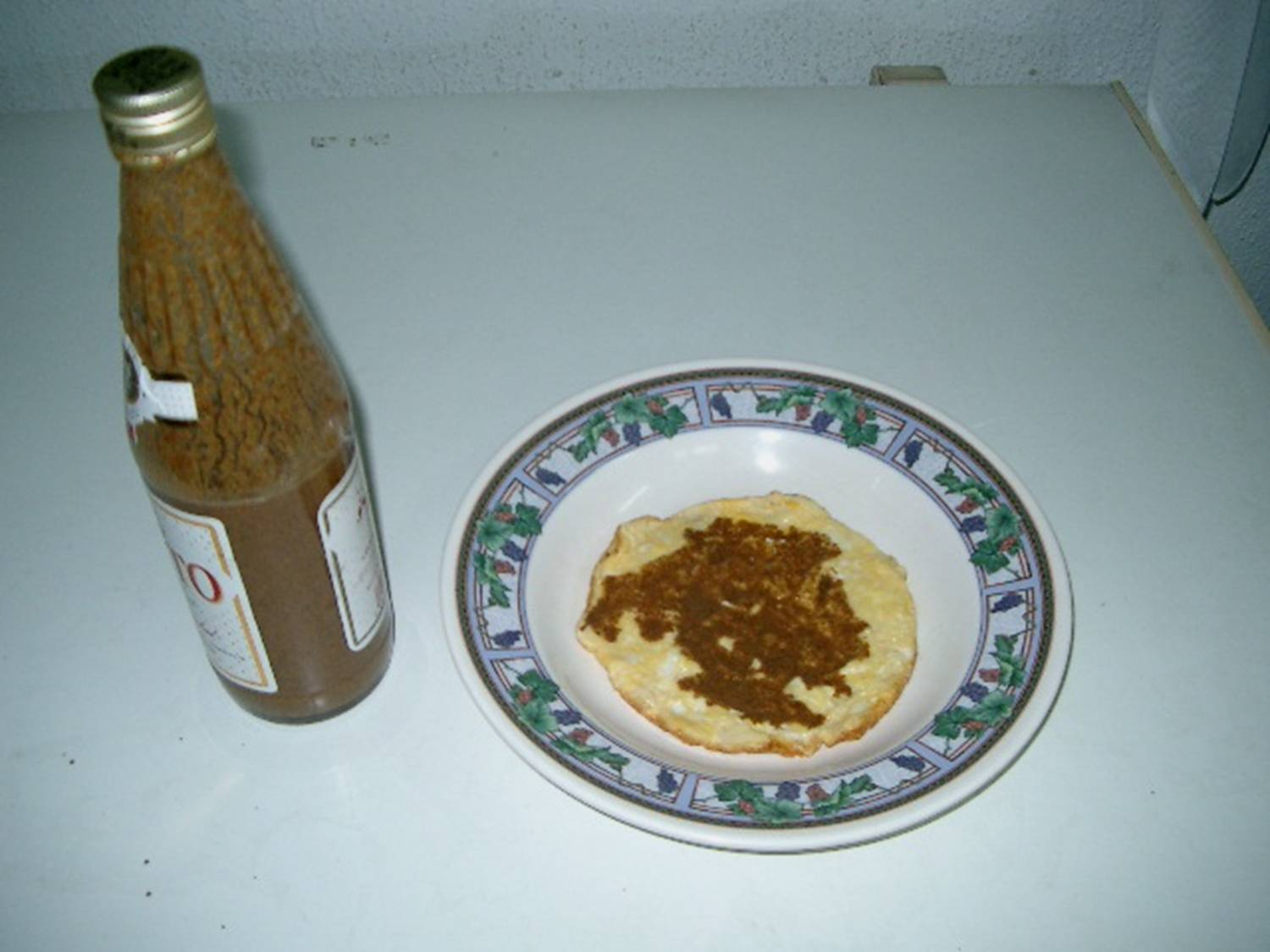
مهوه

Balotawa es una masa que se extiende en una sartén sobre una bandeja para hornear y se mezcla con una mezcla de huevos, semillas de sésamo y salsa de pescado; luego se calienta con aceite o queso local. ¡Quizás esta sea la pizza que los soldados de Darius Shah comieron en las guerras!  
Mahveh (Mahweh) o Mhyavh (Mahyawa) para la preparación de una salsa de pescado antigua y segura de sardinas y algunas especias. La gente dice que la región sur fórmula Mahveh o (Mhyavh) y Avicena, médico y científico o decir a algunos BOZORGMEHR.BRANCH ministro Anushirwan preparado con mostaza Mahveh Johannesburgo y creen que el comer es una enfermedad de la piel ( Pace ) se evita. 